# Philip Eaton
Philip E. Eaton (Brooklyn, Nueva York, 2 de junio de 1936- 21 de julio de 2023)  fue un químico y profesor universitario estadounidense. Profesor de química de la Universidad de Chicago. Él y su equipo fueron los primeros en sintetizar el cubano, considerado una molécula imposible, en 1964.
Junto con Mao-Xi Zhang publicó en el año 2000, la síntesis del octanitrocubano. Esta molécula debido a sus enlaces C−C muy tensionados contiene mucha energía, y además su estequiometría coincidente con cuatro moléculas de N2 y ocho de CO2 lo hacen candidato a ser un explosivo muy potente.
Su grupo de investigación se ha centrado en la síntesis y la descripción de nuevos compuestos multiciclo para estudiar los efectos de la geometría molecular en los enlaces, la reactividad, etc. Sintetizaron el primer pentanta prismano el [2 2 2]Propellano y se concierta en la actualidad sobre los [n 2 2 2]paddlanos con intención de obtener el [2 2 2 2]paddlano.

## Biografía
- Baccalauréat en sciences, Universidad de Princeton, 1957.
- Ph.D., Universidad Harvard, 1961.
- Universidad de California en Berkeley, 1960-1962.
- Profesor en la Universidad de Chicago, 1962-.